# Raúl Alejandro Cáceres
Raúl Alejandro Cáceres Bogado (n. Asunción, Paraguay, 18 de septiembre de 1991) es un futbolista paraguayo. Juega de defensa lateral derecho y su equipo actual es el EC Vitória de Brasil.

## Clubes
| Club               | País     | Año             |
| ------------------ | -------- | --------------- |
| Olimpia            | Paraguay | 2010 - 2012     |
| Sportivo Carapeguá | Paraguay | 2012 - 2013     |
| Sol de América     | Paraguay | 2014 - 2015     |
| Cerro Porteño      | Paraguay | 2016 - 2018     |
| Vasco da Gama      | Brasil   | 2019            |
| Cerro Porteño      | Paraguay | 2020            |
| Cruzeiro           | Brasil   | 2020 - 2021     |
| América Mineiro    | Brasil   | 2022 - 2023     |
| Guaraní            | Paraguay | 2023 - 2024     |
| EC Vitória         | Brasil   | 2024 - Presente |

## Palmarés

### Campeonatos Regionales
| Título         | Club          | País   | Año  |
| -------------- | ------------- | ------ | ---- |
| Taça Guanabara | Vasco da Gama | Brasil | 2019 |

### Campeonatos nacionales
| Título          | Club          | País     | Año  |
| --------------- | ------------- | -------- | ---- |
| Torneo Clausura | Olimpia       | Paraguay | 2011 |
| Torneo Clausura | Cerro Porteño | Paraguay | 2017 |
| Torneo Apertura | Cerro Porteño | Paraguay | 2020 |